# MHC Rosmalen
MHC Rosmalen is de Mixed Hockey Club van Rosmalen. Hoewel de club de naam draagt van de voormalige gemeente, is de vereniging gevestigd op het Sportpark Maliskamp aan de Jos de Letterlaan 13 te Maliskamp.
De hockeyclub telt zo'n 1300 leden. Het herenteam speelt in de Tweede klasse, het eerste damesteam inmiddels Eerste klasse. De club speelt op twee watervelden en drie zandingestrooide velden.
In de winterstop van seizoen 2016-2017 heeft het clubhuis een grondige en broodnodige renovatie ondergaan. Tijdens een buitengewone algemene ledenvergadering op 17 april 2017 is het hernieuwde clubhuis 'heropend'.